# Rudnay Gyula
Rudnay Gyula János (Pelsőc, 1878. január 9. – Budapest, 1957. január 4.) Corvin-lánccal kitüntetett, Kossuth-díjas magyar festőművész, grafikus, iparművész, főiskolai tanár; a bajai művésztelep megalapítója és vezetője.
Az alföldi iskola egyik jeles képviselője, aki Munkácsy Mihály realizmusát, a nagybányai iskola plein air stílusát vitte tovább egyesítve posztimpresszionista elemekkel. Egyik legjelesebb képviselője a posztnagybányai stílusnak.

## Élete

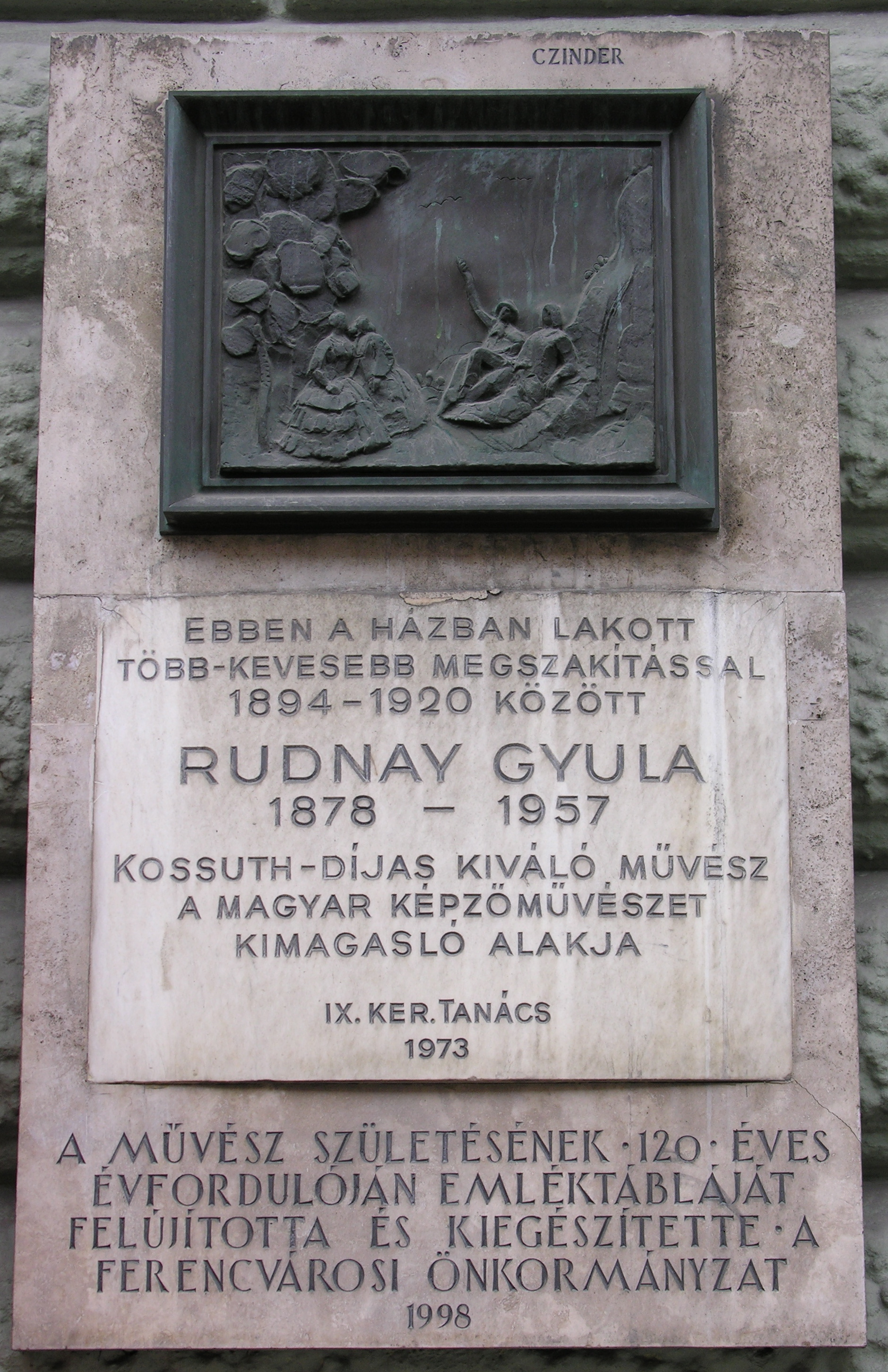
Rudnay Gyula emléktáblája egykori lakhelyén, a Ferenc körút 40. szám alatt

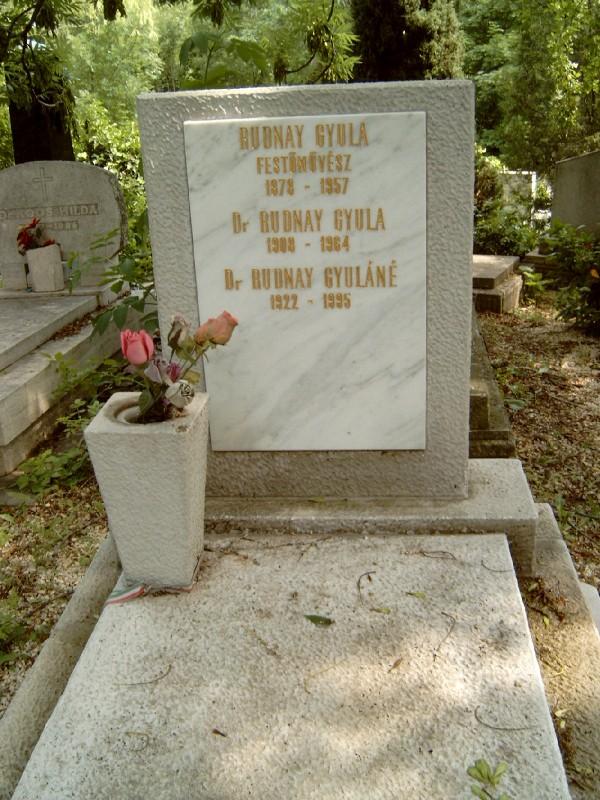
Rudnay Gyula és feleségének sírja Budapesten. Farkasréti temető: 30/2-1-69.

Édesapja, Rudnay János, gubacsapó, édesanyja, Gettler Zsuzsanna volt. 1893–1894-ben Budapesten az Iparművészeti Iskolában, majd 1895–1902-ig Münchenben tanult, Hollósy Simon szabad iskolájában, ami azt is jelentette, hogy a nyarakat a nagybányai művésztelepen töltötte. Eljutott Rómába, Párizsba. A magyar hagyomány élesztését tűzte ki célként, ezért Hódmezővásárhelyen élt és alkotott az 1900-as években, 1910-ben Pásztor János szobrász barátjával költözött fel Pestre, s mutatták be műveiket a közönségnek. Első sikerét az 1918-as kiállításán érte el. Külföldön is sok elismerést szerzett. 1924-ben Bécsben nyert aranyérmet, 1925-ben Olaszországban, Svájcban, majd Londonban arattak sikert képei. 1934-ben a fővárosi, 1942-ben az állami nagy aranyéremmel tüntették ki. 1922-től tanára lett a budapesti Magyar Királyi Képzőművészeti Főiskolának.
„Tájábrázolásomban a magyar történelem múltjának levegőjét akartam fölidézni” – írta. Képeiben Rugendas kuruc kori képeinek hangulatát, Goyára utaló elemeket is találunk. Nagy szerepet játszik nála a fájdalmas nosztalgia. Eltűnt korok után tekint, amiben a Trianon utáni szétszakított ország fájdalma is benne volt. Ezt az érzést szilárd festői tudással, hangulatteremtő képzelettel, képeinek egyedi vonzerejével sikerült megformálni. A „tegnap művészé”-nek emlegették, de ahogy az irodalmi példában Krúdy Gyulával is történt, ez az inspiráció is teremthet értékes műveket. A modern izmusok vágtató, fel és eltűnő áramában képei egy megtartó, szilárd és vonzó szigetet alkotnak.
Mint tanárt tisztelettel és szeretettel vették körül a tanítványai. Becsülték az őszinte, egyenes embert benne, amelyet önarcképén is keresetlen természetességgel ábrázolt.
1947-ben megalapítója volt a bajai művésztelepnek.

## Válogatott művei
- 1910-es évek Pihenő nő (Olaj, vászon; magántulajdonban)
- 1917 A menekülő asszony (Olaj, vászon, 107 × 82 cm; Magyar Nemzeti Galéria, Budapest)
- (1921 körül) Nagybábonyi utca (olaj, vászon, 39 × 57 cm; MNG, Budapest)
- 1924 Bohémek (olaj, vászon, 51 × 61 cm; MNG, Budapest)
- (1924 körül) Csipkekendős nő (olaj, vászon, 52,5 × 37 cm; MNG, Budapest)
- (1930 körül) Szekerek (olaj, vászon, 41 × 58 cm; MNG, Budapest)
- 1931 Szüret (Olaj, vászon; magántulajdonban)
- (Év nélkül) Önarckép (olaj, vászon, 44 × 36 cm; magántulajdonban)
- (Év nélkül) Barnás táj (olaj, vászon, 42,5 × 53 cm; magántulajdonban)
- (Év nélkül) Dombos táj (olaj, vászon, 39,5 × 62 cm; magántulajdonban)
- (Év nélkül) Derengés (Olaj, vászon kartonon, 42 × 52,5 cm; magántulajdonban)
- (Év nélkül) Dombos táj (olaj, vászon, 58,5 × 70,5 cm; magántulajdonban)
- 1941 Dombos táj (olaj, vászon, 42,5 × 49 cm; magántulajdonban)
- 1942 Bábonyi utca (olaj, vászon, 50 × 70 cm; magántulajdonban)

## Társasági tagsága
Szinyei Merse Pál Társaság

## Díjai, elismerései
- Corvin-koszorú (1935)
- Magyar Corvin-lánc (1941)
- Kossuth-díj (1949)
- Kiváló művész (1954)